# World Chocolate Masters
World Chocolate Masters is een driejaarlijkse wedstrijd die sinds 2005 wordt georganiseerd.
Deze ontstond nadat Cacao Barry en Callebaut hun respectievelijke wedstrijden "Le Grand Prix International de la Chocolaterie" en "International Belgium Chocolate Award" fuseerden als gevolg van de fusie tussen beide bedrijven in 1996.

## Winnaars
| Jaar | datum en plaats                  | thema                           | Goud                       | Zilver                       | Brons                              |
| ---- | -------------------------------- | ------------------------------- | -------------------------- | ---------------------------- | ---------------------------------- |
| 2022 | 29-31 oktober - Parijs           | #TMRW                           | Lluc Crusellas Spanje      | Antoine Carréric Frankrijk   | Nicolas Nikolakopoulos Griekenland |
| 2018 | 30 oktober - 2 november - Parijs | Futropolis                      | Elias Läderach Zwitserland | Yoann Laval Frankrijk        | Florent Cheveau USA                |
| 2015 | 28-30 oktober - Parijs           | Inspiration from nature         | Vincent Vallée Frankrijk   | Hisashi Onobayashi Japan     | Marijn Coertjens België            |
| 2013 | 28-30 oktober - Parijs           | The Architecture of Taste       | Davide Comaschi Italië     | Marike Van Beurden Nederland | Deniz Karaca Australië             |
| 2011 | 19-21 oktober - Parijs           | Cocoa, the gift of Quetzalcoatl | Frank Haasnoot Nederland   | Yoshiaki Uezaki Japan        | Palle Sørensen Denemarken          |
| 2009 | - Parijs                         | Haute couture                   | Shigeo Hirai Japan         | Lionel Clement USA           | Michaela Karg Duitsland            |
| 2007 | 20-22 oktober - Parijs           | National Myths and Legends      | Naomi Mizuno Japan         | Yvonnick Le Maux Frankrijk   | Carmelo Sciampagna Italië          |
| 2005 | 21-22 oktober - Plaisir          | Surrealism                      | Paul De Schepper België    | Fabrizio Galla Italië        | Kouichi Izumi Japan                |